# Sonnet 2

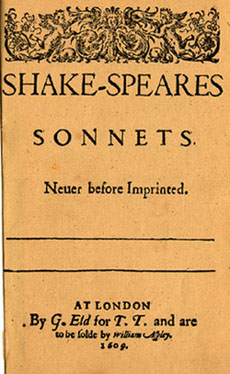
Sonetti

Sonnet 2 o When forty winters shall besiege thy brow è il secondo dei Sonnets di William Shakespeare.

## Testo
And dig deep trenches in thy beauty's field,

Thy youth's proud livery, so gaz'd on now,

Will be a tatter'd weed, of small worth held;

Then being ask'd where all thy beauty lies,

Where all the treasure of thy lusty days,

To say, within thine own deep-sunken eyes,

Were an all-eating shame and thriftless praise.

How much more praise deserv'd thy beauty's use,

If thou couldst answer 'This fair child of mine

Shall sum my count, and make my old excuse,'

Proving his beauty by succession thine!

This were to be new made when thou art old,
And see thy blood warm when thou feel'st it cold.»
e nel campo della tua bellezza scaveranno profonde trincee,

l'orgogliosa livrea della tua gioventù, così ammirata ora,

sarà un panno cencioso, tenuto in poco conto.

Allora, se ti si chiedesse dove giace la tua bellezza,

dove tutto il tesoro dei tuoi ardenti giorni,

dire nei tuoi stessi occhi infossati

sarebbe vergogna che divora tutto e sprecato elogio.

Quanto maggior elogio meriterebbe l'uso della tua bellezza,

se tu potessi rispondere 'Questo mio bel figlio

salderà il mio conto e scuserà me vecchio',

provando la sua bellezza, per successione, tua!

Questo sarebbe esser rifatto nuovo quando sei vecchio,
e veder caldo il tuo sangue quando lo senti freddo.»
(William Shakespeare, Sonetti)

### Analisi del testo
Il tema della necessaria procreazione trovato nel Sonnet 1 continua in questo sonetto, che affronta anche il tema della bellezza degli uomini, destinata a rovinarsi con il passare del tempo. Secondo il poeta, l'unica soluzione all'invecchiamento è avere figli: la loro bellezza "proverà" la bellezza appassita dei loro padri. Il metro caratteristico è il pentametro giambico chiamato anche "blank verse" e le rime sono abab cdcd efef per le quartine e gg per il distico finale che è epigrammatico. Questo sonetto fa parte dei primi 17 sonetti di Shakespeare che presentano come tema principale il matrimonio e il generare figli ("marriage sonnet").